# Drewno średniowymiarowe
Drewno średniowymiarowe – zgodnie z Polską Normą PN-91/D-95018 to drewno okrągłe o średnicach mierzonych bez kory: górnej od 5 cm wzwyż i dolnej do 24 cm. 
W zależności od jakości i wymiarów drewno dzieli się na 4 grupy:
- S1 - drewno dłużycowe
- S2 - drewno stosowe użytkowe, które ze względu na parametry jakościowe i ilościowe dzieli się na podgrupy a i b
- S3 - drewno żerdziowe
- S4 - drewno opałowe